# جيمس إف. بونير
جيمس إف. بونير (بالإنجليزية: James F. Bonner)‏ هو عالم أحياء أمريكي، ولد في 1 سبتمبر 1910، وتوفي في 13 سبتمبر 1996.